# كلية الشريعة بأيت ملول
كلية الشريعة بآيت ملول (باللغات الأمازيغية: ⵜⴰⵖⵉⵡⴰⵏⵜ ⵏ ⵛⵛⴰⵔⵉⵄⴰ ⴰⵢⵜ ⵎⵍⵍⵓⵍ) هي كلية تابعة لجامعة ابن زهر تختص بدراسة علوم الشريعة الإسلامية. تأسست الكلية سنة 1398هـ الموافق لـ 1978م بعد طلب للعاهل الراحل الحسن الثاني بن محمد قدمته جمعية علماء سوس بمعية الأمين العام لرابطة علماء المغرب ووفد من علماء القرويين الذين أبدوا رغبتهم في تأسيس كلية للشريعة بأكادير. وتم افتتاح الكلية تحت المرسوم الحكومي رقم 2.79.283 الصادر في الجريدة الرسمية بتاريخ 19 يونيو 1979 حيث شرعت في تسجيل الطلاب الحاصلين على شهادة الثانوية العامة للموسم الجامعي 1978–1979. كانت الكلية سابقاً تابعة لجامعة القرويين منذ تأسيسها سنة 1978 قبل إلحاقها بجامعة ابن زهر في 4 أغسطس 2015 بهدف إعادة هيكلة وتنظيم جامعة القرويين.

## ملحقات الكلية
في سبتمبر 2013، تم إحداث ملحقة تابعة لكلية الشريعة بآيت ملول بمدينة تارودانت بتنسيق مع مؤسسة سوس للمدارس العتيقة ومؤسسة الجشتيمية لتحفيظ القرآن الكريم. وتستوعب الملحقة كماً محدوداً من الطلاب يصل إلى 120 طالب ويتم إحالة الطلبة الذين لم تستوعبهم المؤسسة إلى الكلية الرئيسية بآيت ملول.

## المسالك المتاحة

### الإجازة
- الإجازة في الشريعة والقانون

### الماستر
- ماستر فقه المعاملات وقضايا العصر
- ماستر القضاء والتوثيق
- ماستر أحكام الأسرة في الفقه والقانون

### الدكتوراه
- دكتوراه في المذهب المالكي والفقه المعاصر

## روابط خارجية
- الموقع الرسمي لكلية الشريعة بآيت ملول
- الموقع الرسمي لجامعة ابن زهر